# ديفيد ليستير
ديفيد ليستير هو عازف قيثارة كندي، ولد في 1958.